# Cuno Tarfusser
Cuno Jakob Tarfusser (Meran, 11 augustus 1954) is een Italiaans jurist. Hij doceerde aan een aantal universiteiten en academies en was daarnaast officier van justitie in Bozen. In 2009 trad hij aan als rechter van het Internationale Strafhof, waarvan hij sinds 2012 eveneens een van de twee vicepresidenten is.

## Levensloop
Tarfusser komt uit de regio Zuid-Tirol en volgde daar van 1969 tot 1974 het Duitstalige lyceum in Bozen. Aansluitend studeerde hij van 1974 tot 1975 rechten aan de Universiteit van Innsbruck en vervolgens aan de Universiteit van Padua, waar hij zijn studie in 1979 voltooide. 
Vanaf 1980 werkte hij als advocaat in een advocatenkantoor in Padua en vervolgens als plaatsvervangend officier van justitie in Bozen. In 2001 werd hij bevorderd tot hoofdofficier van justitie.
Daarnaast was Tarfusser aan verschillende universiteiten en academies werkzaam als docent, waaronder aan de politieacademie van Bozen en de universiteiten van Innsbruck, Bari, Verona en Bologna. 
In 2009 werd hij gekozen tot rechter van de preliminaire kamer van het Internationale Strafhof in Den Haag. Voor de periode van 2012 tot 2015 is hij daarnaast een van de twee vicepresidenten van het Hof.